# Wieżyczka FDL-131
Wieżyczka FDL-131 (FA 10/1) – niemiecka lotnicza wieżyczka strzelecka z okresu II wojny światowej.

## Historia
Wieżyczka FDL-131/Z (Fernbetätigte Drehringlafette – zdalnie kierowana wieżyczka obrotowa) została opracowana w zakładach AEG jako stanowisko obronne dla ciężkich samolotów bombowych. Niewielkich rozmiarów wieżyczka była zdalnie sterowana przez operatora, który mógł się znajdować w dowolnej części samolotu. Wieżyczka była napędzana kilkoma serwosilnikami i uzbrojona w dwa karabiny maszynowe MG 131. Mogła być zamontowana zarówno w górnej części kadłuba, jak i pod kadłubem, a z racji jej niewielkich rozmiarów planowano także jej użycie na skrzydłach.
Używana była, lub planowano jej użycie, między innymi w samolotach Blohm & Voss Bv 142, Messerschmitt Me 210, Arado E.500, Heinkel He 177, Blohm & Voss P-188, Blohm & Voss Bv 144, Junkers Ju 288, Messerschmitt Me 264.